# 首爾森林
首爾森林（韓語：서울숲，直譯為首爾林）是一个位于韩国首尔城东区圣水洞1街685的综合公园，面积有1,156,498m²（約35万坪）。

## 图片集

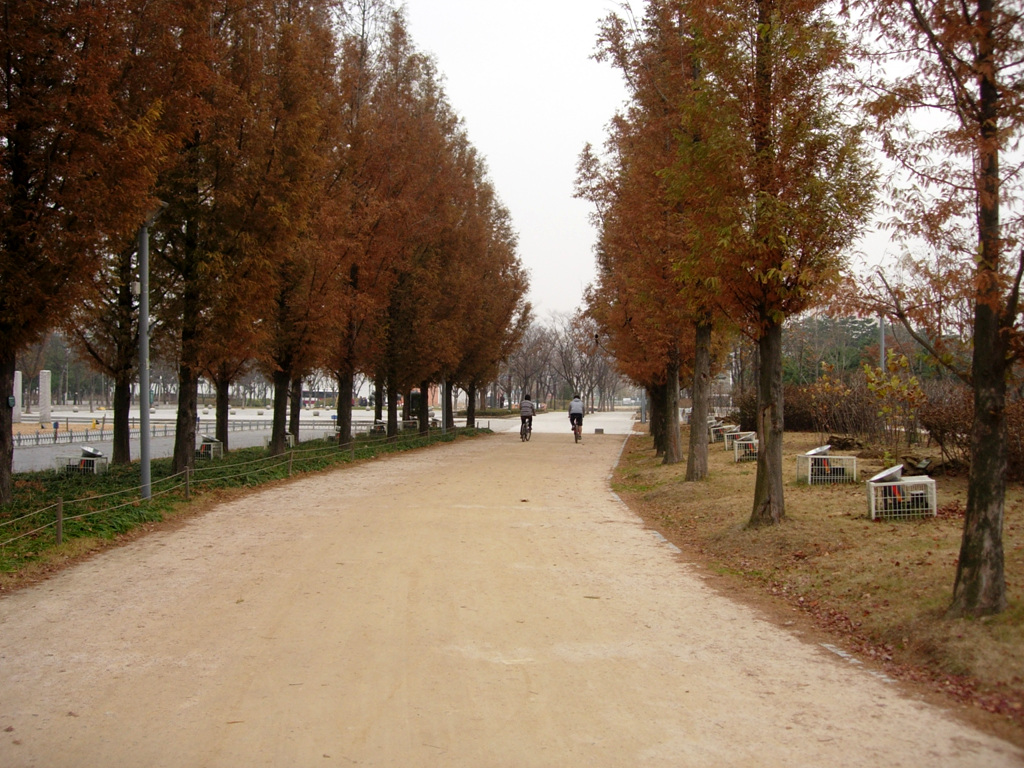
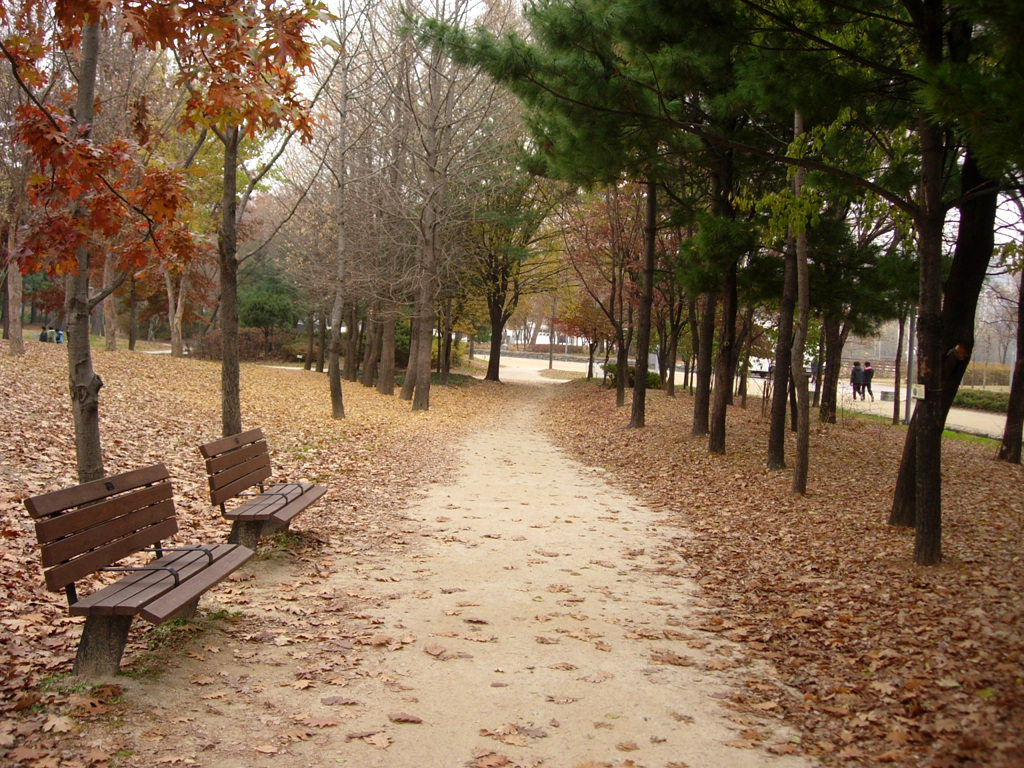
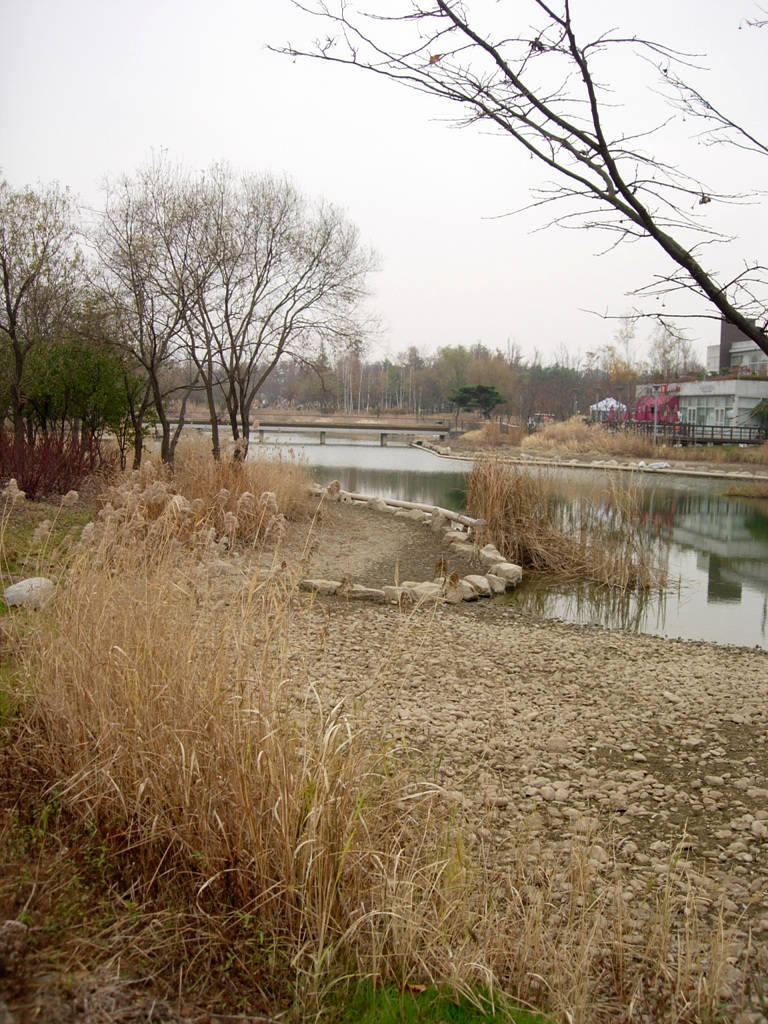
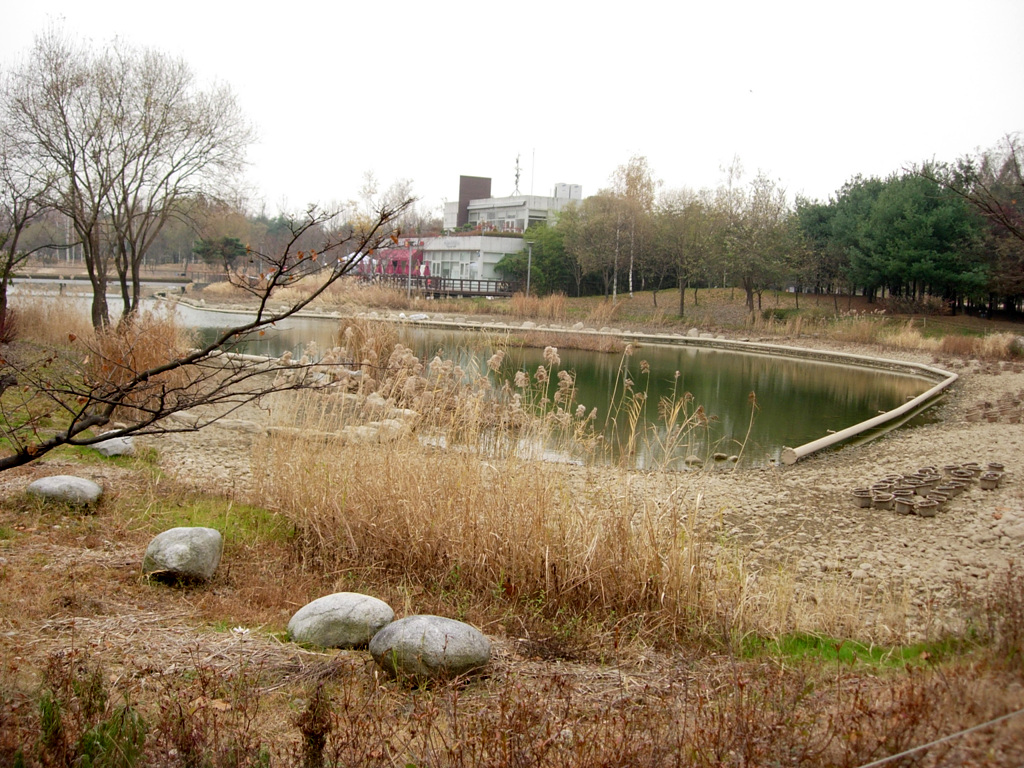
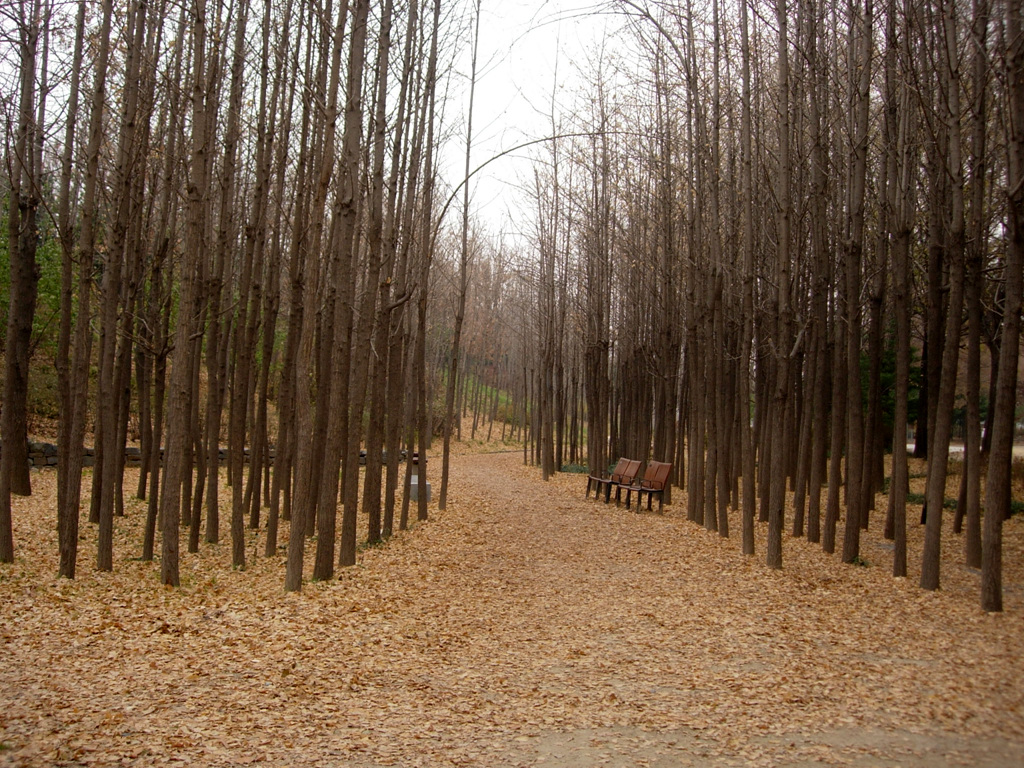

## 公园设施

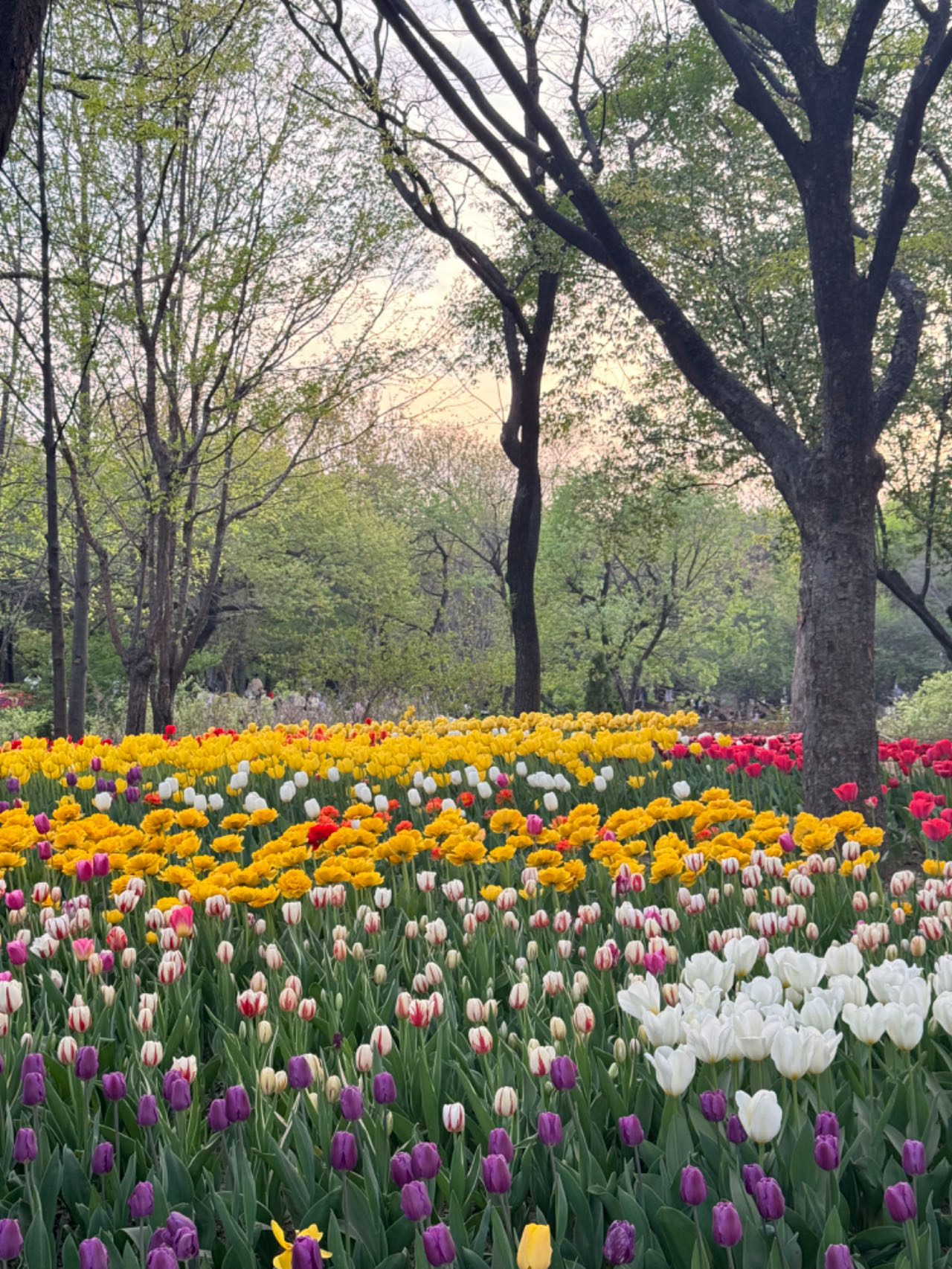
首尔森林风景

- 文化艺术公園
- 生態之森
- 体验学習園
- 湿地生態園
- 首尔森林风景漢江水边公園

## 交通
首都圈電鐵
●首爾地鐵2號線：纛岛站 徒歩10分鐘
●首都圈電鐵京義·中央線：鷹峰站 徒歩10分
●首都圈電鐵水仁·盆唐線：首爾林站